# Saison 1999 de l'équipe cycliste Casino
La saison 1999 de l'équipe cycliste Casino est la huitième de cette équipe, lancée en 1992 et dirigée par Vincent Lavenu.

## Coureurs et encadrement technique

### Effectif
L'équipe est composée de 16 coureurs et 3 stagiaires,,.
| Cycliste             | Date de naissance | Nationalité | Équipe 1998                             |
| -------------------- | ----------------- | ----------- | --------------------------------------- |
| Christophe Agnolutto | 6 décembre 1969   | France      | Casino                                  |
| Lauri Aus            | 4 novembre 1970   | Estonie     | Casino                                  |
| Stéphane Barthe      | 5 décembre 1975   | France      | Casino                                  |
| Frédéric Bessy       | 9 janvier 1972    | France      | Casino                                  |
| Pascal Chanteur      | 9 février 1968    | France      | Casino                                  |
| David Delrieu        | 20 février 1971   | France      | Mutuelle de Seine-et-Marne              |
| Andy Flickinger      | 4 novembre 1978   | France      | EC Saint-Étienne-Loire (équipe amateur) |
| Fabrice Gougot       | 31 août 1971      | France      | Casino                                  |
| Arturas Kasputis     | 26 février 1967   | Lituanie    | Casino                                  |
| Jaan Kirsipuu        | 17 juillet 1969   | Estonie     | Casino                                  |
| David Lefèvre        | 9 avril 1972      | France      | Casino                                  |
| Gilles Maignan       | 30 juillet 1968   | France      | Mutuelle de Seine-et-Marne              |
| Christophe Oriol     | 28 février 1973   | France      | Casino                                  |
| Laurent Roux         | 3 décembre 1972   | France      | TVM-Farm Frites                         |
| Benoît Salmon        | 9 mai 1974        | France      | Casino                                  |
| Alexandre Vinokourov | 16 septembre 1973 | Kazakhstan  | Casino                                  |
| Stagiaire            | Date de naissance | Nationalité | Équipe 1999                             |
| Cyril Dessel         | 29 novembre 1974  | France      | EC Saint-Étienne-Loire (équipe amateur) |
| Innar Mandoja        | 27 février 1978   | Estonie     | EC Saint-Étienne-Loire (équipe amateur) |
| Ludovic Turpin       | 22 mars 1975      | France      | CC Etupes (équipe amateur)              |

### Encadrement
L'équipe est dirigée par Vincent Lavenu, Laurent Biondi et Gilles Mas .

## Bilan de la saison

### Victoires
L'équipe remporte 43 victoires ,,.
| Date       | Course                                    | Pays       | Classe | Vainqueur            |
| ---------- | ----------------------------------------- | ---------- | ------ | -------------------- |
| 03/02/1999 | 1re étape de l'Étoile de Bessèges         | France     | 2.4    | David Lefèvre        |
| 06/02/1999 | 4e étape de l'Étoile de Bessèges          | France     | 2.4    | Jaan Kirsipuu        |
| 07/02/1999 | 5e étape de l'Étoile de Bessèges          | France     | 2.4    | Jaan Kirsipuu        |
| 07/02/1999 | Étoile de Bessèges                        | France     | 2.4    | David Lefèvre        |
| 11/02/1999 | 2e étape du Tour Méditerranéen            | France     | 2.3    | Jaan Kirsipuu        |
| 27/02/1999 | 5e étape B du Tour de Valence (clm)       | Espagne    | 2.3    | Alexandre Vinokourov |
| 27/02/1999 | Tour de Valence                           | Espagne    | 2.3    | Alexandre Vinokourov |
| 09/03/1999 | 3e étape de Paris-Nice                    | France     | HC     | Jaan Kirsipuu        |
| 10/03/1999 | 4e étape de Paris-Nice                    | France     | HC     | Laurent Roux         |
| 21/03/1999 | GP Cholet-Pays de Loire                   | France     | 1.2    | Jaan Kirsipuu        |
| 27/03/1999 | 1re étape du Critérium International      | France     | 2.2    | Stéphane Barthe      |
| 20/04/1999 | La Côte Picarde                           | France     | 1.4    | Pascal Chanteur      |
| 25/04/1999 | Tour de Vendée                            | France     | 1.3    | Jaan Kirsipuu        |
| 28/04/1999 | 3e étape du Circuit des Mines             | France     | 2.5    | Gilles Maignan       |
| 01/05/1999 | 7e étape du Circuit des Mines (clm)       | France     | 2.5    | Arturas Kasputis     |
| 02/05/1999 | Circuit des Mines                         | France     | 2.5    | Arturas Kasputis     |
| 02/05/1999 | Trophée des Grimpeurs                     | France     | 1.3    | Laurent Roux         |
| 06/05/1999 | 3e étape des Quatre Jours de Dunkerque    | France     | 2.1    | Stéphane Barthe      |
| 08/05/1999 | 5e étape des Quatre Jours de Dunkerque    | France     | 2.1    | Jaan Kirsipuu        |
| 08/05/1999 | 6e étape des Quatre Jours de Dunkerque    | France     | 2.1    | Jaan Kirsipuu        |
| 15/05/1999 | 2e étape B du Tour de l'Oise              | France     | 2.2    | Jaan Kirsipuu        |
| 15/05/1999 | Tour de l'Oise                            | France     | 2.2    | Jaan Kirsipuu        |
| 19/05/1999 | 2e étape du GP du Midi Libre              | France     | 2.1    | Alexandre Vinokourov |
| 21/05/1999 | 4e étape du GP du Midi Libre              | France     | 2.1    | Benoît Salmon        |
| 22/05/1999 | 5e étape du GP du Midi Libre              | France     | 2.1    | Gilles Maignan       |
| 23/05/1999 | 6e étape du GP du Midi Libre              | France     | 2.1    | Alexandre Vinokourov |
| 23/05/1999 | GP du Midi Libre                          | France     | 2.1    | Benoît Salmon        |
| 07/06/1999 | 1re étape du Critérium du Dauphiné Libéré | France     | HC     | Christophe Oriol     |
| 08/06/1999 | 2e étape du Critérium du Dauphiné Libéré  | France     | HC     | Alexandre Vinokourov |
| 12/06/1999 | 3e étape A du Tour du Luxembourg          | Luxembourg | 2.2    | Jaan Kirsipuu        |
| 13/06/1999 | Critérium du Dauphiné Libéré              | France     | HC     | Alexandre Vinokourov |
| 17/06/1999 | 1re étape du Tour de Suède                | Suède      | 2.4    | Jaan Kirsipuu        |
| 24/06/1999 | Championnat de France contre-la-montre    | France     | CN     | Gilles Maignan       |
| 25/06/1999 | Championnat d'Estonie contre-la-montre    | Estonie    | CN     | Jaan Kirsipuu        |
| 26/06/1999 | Championnat d'Estonie                     | Estonie    | CN     | Jaan Kirsipuu        |
| 04/06/1999 | 1re étape du Tour de France               | France     | GT     | Jaan Kirsipuu        |
| 11/08/1999 | Prologue du Tour de l'Ain                 | France     | 2.5    | Arturas Kasputis     |
| 19/08/1999 | 3e étape du Tour du Limousin              | France     | 2.3    | Alexandre Vinokourov |
| 26/08/1999 | 3e étape du Tour du Poitou-Charentes      | France     | 2.4    | Stéphane Barthe      |
| 27/08/1999 | 5e étape du Tour du Poitou-Charentes      | France     | 2.4    | Jaan Kirsipuu        |
| 08/09/1999 | 3e étape du Tour de Pologne               | Pologne    | 2.4    | Jaan Kirsipuu        |
| 19/09/1999 | GP d'Isbergues                            | France     | 1.4    | Lauri Aus            |
| 30/09/1999 | 3e étape du Tour de Lucques               | Italie     | 2.3    | Jaan Kirsipuu        |